# Ernest Fenollosa
Ernest Francisco Fenollosa (18 de fevereiro de 1853 - 21 de setembro de 1908) foi um professor estadunidense de filosofia e economia política na Universidade Imperial de Tóquio. Importante educador durante a modernização da Era Meiji, Fenollosa foi um entusiasta orientalista, que fez muito para preservar a arte tradicional japonesa.

## Vida
Fenollosa nasceu em 1853, filho do pianista espanhol Manuel Francisco Ciriaco Fenollosa e Mary Silsbee (Fenollosa), um membro de uma família proeminente em Boston. Frequentou a Hacker Grammar School em Salem, Massachusetts, e a Salem High School, antes de se graduar pela Universidade de Harvard, na turma de 1874. Ele, então, estudou filosofia e teologia na Universidade de Cambridge. Após um ano na escola de artes do Museu de Belas Artes de Boston, período durante o qual se casou com Elizabeth Goodhue Millett, ele viajou para o Japão em 1878 por convite do zoólogo norte-americano e orientalista Edward S. Morse, para ensinar economia política de filosofia na Universidade Imperial de Tóquio. Lá, ele estudou templos antigos, altares e tesouros artísticos.
Durante sua estadia no Japão, Fenollosa ajudou a reviver o estilo de pintura Nihonga com os artistas japoneses Kanō Hōgai (1828-1888) e Hashimoto Gahō (1835-1908). Após 8 anos na Universidade, ajudou a fundar a Academia de Belas Artes de Tóquio e o Museu Imperial, sendo seu diretor em 1888. Fenollosa se converteu ao budismo e mudou seu nome para Tei-Shin, adotando também o nome Kanō Yeitan Masanobu, que sugeria que ele fora admitido pela antiga academia de arte dos Kanō. Enquanto residia no Japão, as realizações de Fenollosa incluíram o primeiro inventário do tesouro nacional japonês. que levou à descoberta de antigos pergaminhos chineses trazidos ao Japão por monges Zen havia séculos. Por essas realizações,  Imperador do Japão o condecorou com as ordens do Sol Nascente e do Espelho Sagrado.
Em 1886, ele vendeu sua coleção de arte ao médico de Boston Charles Goddard Weld (1857-1911), sob a condição de que ela iria para o Museu de Belas Artes de Boston e, em 1890, ele retornou à cidade para ser curador do departamento de Arte Oriental. Lá, Fenollosa foi questionado sobre o motivo que o levara a escolher a arte japonesa para a exibição World Columbian Exposition, de 1893, em Chicago. Ele também organizou a primeira exibição de pintura chinesa de Boston, em 1894. Em 1896, ele publicou Masters of Ukioye, uma dissertação histórica sobre as pinturas japonesas e impressões coloridas exibidas no Edifício de Belas Artes de Nova York. Entretanto, seu divórcio público e o segundo casamento que se seguiu em 1895, com a escritora Mary McNeill Scott (1865-1954) ultrajaram a sociedade de Boston, levando à sua demissão do Museu em 1896.
Em 1897 ele viajou de volta ao Japão para aceitar o cargo de Professor de Literatura Inglesa no Colégio Superior Normal de Tóquio. Após 3 anos, ele, entretanto, retornou mais uma vez aos EUA para escrever e proferir palestras sobre Ásia. Seu trabalho de 1912 em dois volumes se concentra na arte anterior a 1800, mas oferece as impressões de Hokusai como uma janela de beleza após a arte japonesa se tornar moderna demais para o gosto de Fenollosa: "Hokusai é um grande desenhista, como Kipling e Whitman são grandes poetas. Ele já foi chamado o Dickens do Japão."
Após a morte de Fenollosa, suas notas não publicadas sobre poesia chinesa e drama Noh japonês foram confiadas por sua viúva ao poeta Ezra Pound que, com William Butler Yeats e outros escritores, usou-as para solidificar o crescente interesse na literatura do Extremo Oriente. Pound mais tarde finalizou o trabalho de Fenollosa com o auxílio do notável sinologista britânico Arthur Waley.
Fenollosa foi cremado em Londres. Como ele havia pedido, suas cinzas foram levadas para a Capela de Mii-dera, próxima ao Lago Biwa. Sua lápide foi paga pela Escola de Belas Artes de Tóquio.

## Trabalhos selecionados
- The Masters of Ukioye: a Complete Historical Description of Japanese Paintings and Color Prints of the Genre School, New York: The Knickerbocker Press, 1896
- Epochs of Chinese and Japanese Art, London: William Heineman, 1912
- "Noh" or Accomplishment: A Study of the Classical Stage of Japan, with Ezra Pound, London: Macmillan and Co., 1916
- The Chinese Written Character as a Medium for Poetry, composed by the Ernest Fenollosa, edited by Ezra Pound after the author's death, 1918.

## Trabalhos relacionados
- Ezra Pound, Cathay: For the Most Part from the Chinese of Rihaku, from the notes of the late Ernest Fenollosa, and the Decipherings of the Professors Mori and Ariga, London: Elkin Mathews, 1915